# Eucamptodon edentulus
Eucamptodon edentulus là một loài rêu trong họ Dicnemonaceae. Loài này được Mitt. Müll. Hal. mô tả khoa học đầu tiên năm 1869.